# Tue Byskov Bøtkjær
Tue Byskov Bøtkjær (født 3. januar 1968) er en dansk erhvervsmand med en række sociale og kulturelle engagementer.
Tue Byskov Bøtkjær var bestyrelsesmedlem i det nu konkursramte auktionshus lauritz.com, og han er blandt de 4 ledelsesmedlemmer, der af kuratorerne ønskes idømt konkurskarantæne og erstatningspligt. Kuratorerne vurderer, at der er grundlag for at pålægge de fire personer konkurskarantæne i tre år med påstand om bl.a. groft uansvarlig forretningsførelse.
Tue Byskov Bøtkjær var medstifter af fonden bag projektet Refugees United – et projekt, som skal hjælpe flygtninge over hele verden med at finde forsvundne familiemedlemmer og venner. Derudover har Tue Byskov Bøtkjær været med til at grundlægge Rehabiliteringscentret for Etniske Kvinder, hvis primære indsats er mod voldsramte kvinder og kvinder, der er udsat for tvangsægteskab.

## Erhvervskarriere
Tue Byskov Bøtkjær har ledelses- og bestyrelsesposter i en række mindre virksomheder Arkiveret 7. april 2019 hos  Wayback Machine og er medlem af VL-gruppe 67.
Fra 1995-1999 var Tue Byskov Bøtkjær ansat i Schultz Koncernen. Fra 1999-2003 var han Vice President og Company Secretary i Esko Graphics A/S, Belgien og Danmark. Herefter var han fra 2003-2007 ansat som Global HR-direktør i Viking Life-Saving Equipment A/S. Fra 2007-2016 var han direktør for HR, IT, CSR og kommunikation i virksomheden FOSS Analytical A/S.

## Andre hverv
- Medlem af bestyrelsen for Hans Knudsen Instituttet og Vanførefonden.

## Uddannelse
- 1990: Student fra Århus Akademi
- 1995: Cand.scient.adm. fra RUC